# Alastair Hignell
Alastair James Hignell (Ely, Cambridgeshire, Inglaterra, 4 de septiembre de 1955) es un exjugador internacional de rugby union inglés y críquet de primera clase, periodista deportivo y miembro de la Orden del Imperio Británico.

## Primeros años
Hignell nació en Ely, Cambridgeshire, hijo de Antony Hignell, quien también fue campeón en lanzamiento de jabalina y jugador de críquet.
Se educó en Denstone College, un internado privado para niños, en el pueblo de Denstone en Staffordshire, en el centro de Inglaterra, antes de ir al Fitzwilliam College de Cambridge. Ganó cinco Blues, cuatro en cricket y uno en rugby, y cuando se graduó en 1977 ya había hecho varias apariciones en Inglaterra como lateral. Fue el segundo jugador en ser capitán de Cambridge tanto en cricket como en rugby.
En una entrevista concedida en 2017, reconoce que «el rugby era el deporte amateur más profesional y el cricket el deporte profesional más amateur.»

## Carrera deportiva
Debutó en la selección inglesa de rugby en 1975 en un duro encuentro con Australia en Brisbane; ocho días después jugaba para Gloucestershire contra Middlesex en Bristol y cinco semanas después hizo 60 puntos en un partido universitario.
Después de dejar la universidad, continuó jugando rugby en el Bristol Bears e Inglaterra durante el invierno, mientras también trabajaba como profesor y jugaba cricket en el Club de críquet del condado de Gloucestershire durante el verano. Como bateador derecho, anotó de manera firme, superando las 1.000 carreras en una temporada tres veces, incluida su última temporada en 1983, antes de su retiro. Ganó el último de sus 14 partidos internacionales de rugby con Inglaterra en 1978-79.
En Francia es conocido por haber fallado 5 de los 6 penaltis concedidos a los ingleses durante la crisis del partido celebrado en el Estadio de Twickenham, el 19 de febrero de 1977, en el torneo Cinco Naciones. «Hay muchos franceses que todavía me dan las gracias por ese partido», confiesa.

## Periodismo
Continuó en la enseñanza hasta que se dedicó al periodismo a tiempo completo, además de trabajar extensamente en BBC Radio. En 1999 le diagnosticaron esclerosis múltiple y desde entonces es activista, recaudando fondos para la investigación de la enfermedad.
Su última retransmisión para BBC Radio 5 Live fue la final de la Premiership Rugby 2007-08 en el Estadio de Twickenham, donde el Wasps RFC venció al Leicester Tigers por 26-16. El capitán retirado de los Wasps, Lawrence Dallaglio, dedicó la victoria a Hignell. Ese mismo año, 2008, comenzó a publicar podcasts semanales de rugby en el sitio web "This is Bristol".

## Activismo
Alastair Hignell se convirtió en patrocinador del Multiple Sclerosis Resource Centre UK (MS-UK) en 2002 y desde entonces ha participado activamente en la recaudación de fondos para la organización benéfica.
En 2008, inspirado por los heroicos logros de Alastair dentro y fuera del campo, se creó Higgy's Heroes, un organismo de recaudación de fondos vinculado a MS-UK. Inicialmente una idea única de un grupo de excompañeros de equipo y oponentes que decidieron correr el Maratón de Londres en homenaje a Hignell, el nombre y la idea continuaron más allá de este evento. Desde entonces, ha habido una serie de eventos de recaudación de fondos de Higgy's Heroes basados en gran medida en logros físicos o actividades deportivas. Estos incluyen participantes en el Maratón de Londres y una gran asistencia regular en la ciudad natal de Alastair para el Medio Maratón Stroud anual. Alastair se mudó a Brighton después de vivir en Stroud durante cuatro años.

## Reconocimientos y premios
- 2008, premio Helen Rollason a la Personalidad Deportiva del Año de la BBC, por su trabajo en la difusión de la conciencia sobre la esclerosis múltiple.[7]

- En 2009 fue nombrado Comendador de la Orden del Imperio Británico (CBE, por sus siglas en inglés).[11]

- 2012, ganó la categoría de "Mejor libro de rugby" en los premios British Sports Book Awards por el libro Higgy.[12]